# 黄毛帚橐吾
黄毛帚橐吾（学名：Ligularia virgaurea var. pilosa）为菊科橐吾属下的一个变种。

## 扩展阅读
- 維基物種上的相關：黄毛帚橐吾